# Die großen Fische fressen die kleinen
Die großen Fische fressen die kleinen ist eine Feder- und Pinselzeichnung Pieter Bruegels des Älteren in der Grafischen Sammlung Albertina (1556).

## Inhalt und Ausführung
Der Betrachter blickt von einem erhöhten Standpunkt aus auf eine Küstenlandschaft mit vorgelagerter Insel. Am Ufer liegt ein riesenhafter Fisch, der eben von zwei Menschen zerlegt wird. Aus dem offenen Maul und der aufgeschnittenen Seite quellen Fische und anderes Meeresgetier mit wiederum kleineren Tieren im Maul. Selbst Muscheln versuchen Fische zu erbeuten. Im Wasser verschlingt ein Fisch einen Fisch, während er selbst gefressen wird, und am Ufer verwendet ein Angler einen kleinen Fisch als Köder für einen großen. Auf einem Baum rechts oben vor einer Hütte wird der Fang zum Trocknen aufgehängt und davor ist ein Mischwesen aus Fisch und Mensch zu sehen. In einem am Ufer angelegten Boot, ganz im Vordergrund, zeigt ein Vater seinem Sohn diese Szene. Ein weiterer Mann im Boot nimmt gerade seinen Fang aus und fördert dabei ebenfalls einen Fisch zutage.
Die stark stockfleckige Feder- und Pinselzeichnung ist am rechten unteren Rand mit „1556 brueghel“ signiert. Aufbewahrungsort ist die Grafische Sammlung Albertina, Inventarnummer 7875. Die Maße betragen 21,6 × 30,7 cm.

## Deutung
Das Motiv des „Fressen-und-Gefressen-Werdens“ ist konsequent umgesetzt, durch die gleichzeitige Darstellung erscheint es allerdings gespenstisch und widersinnig. Das riesenhafte Messer, mit dem der Fisch aufgeschlitzt wird, trägt einen Reichsapfel als Welt-Symbol eingraviert. Obwohl der auf einer Leiter stehende Mensch mit Dreizack zu den letzten Räubern zu gehören scheint, kommt doch ein fliegender Fisch mit weit aufgerissenem Maul auf ihn zu. Das Mischwesen aus Fisch und Mensch am rechten Bildrand weist darauf hin, dass hier menschliches Handeln exemplarisch und moralisierend vorgeführt wird, wie es auch in Tierfabeln der Fall ist. Der Vater zeigt dem Sohn eine Welt, in der der Stärkere auf Kosten des Schwächeren lebt.
Nach dieser Zeichnung angefertigte Kupferstiche sind am unteren Rand mit zwei erklärenden Beischriften versehen: dem lateinischen Bildtitel GRANDIBVS EXIGVI SVNT PISCES PISCIBVS ESCA und der wörtlichen Rede des Vaters: Siet sone dit hebbe ick zeer langhe gheweten / dat die groote vissen de cleyne eten (deutsch etwa: Sieh mein Sohn, das habe ich seit langem gewusst – dass die großen Fische die Kleinen fressen). Auf diesen Stichen ist statt Bruegel allerdings Hieronymus Bosch als Urheber angegeben („Hieronymus Bos. Inventor“).
Trotz der vielen direkt von Bosch stammenden Motive spricht die konsequente Umsetzung der Bildidee für den rationaleren Bruegel. Auch das Metropolitan Museum of Art – das einige der Stiche besitzt –  führt ihn als Urheber der Vorlage auf. Ob Bruegel nach einem verlorenen Original Boschs arbeitete, oder einfach ein verkaufsträchtigerer Name gewählt wurde, lässt sich nicht mehr klären.

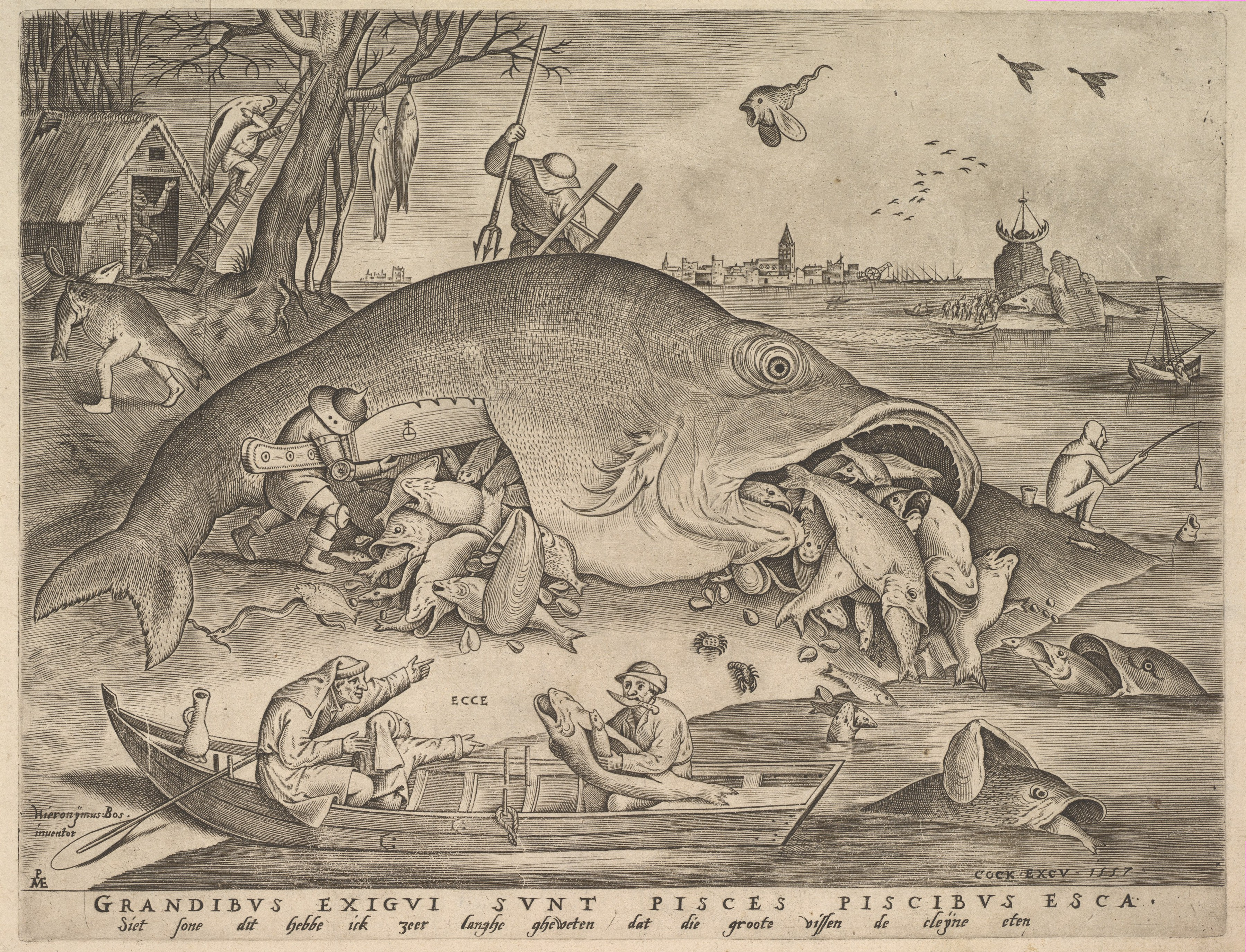
Seitenverkehrter Stich im Metropolitan Museum of Art
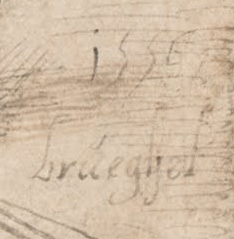
Signatur und Datierung
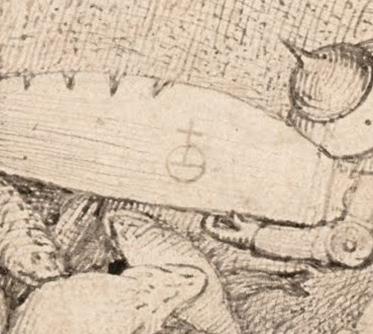
Der Reichsapfel